# Ozero Sasykkol'
Ozero Sasykkol' är en saltsjö i Kazakstan. Den ligger i den norra delen av landet, 400 km norr om huvudstaden Astana.